# جمهوری فدرال دموکراتیک ماوراء قفقاز
جمهوری فدرال دموکراتیک ماوراء قفقاز از فوریه تا مه ۱۹۱۸ در جنوب منطقه قفقاز به مدت کوتاهی برقرار بود و اکنون میان کشورهای ارمنستان، جمهوری آذربایجان و گرجستان تقسیم شده است.

## تاریخ
بعد از انقلاب فوریه، دولت موقت روسیه، کمیته ویژه قفقاز جنوبی (особый Закавказский Комитет (ОЗАКОМ), osobyy Zakavkazskiy Komitet (OZAKOM)) را برای حکمرانی بر این منطقه تأسیس کرد.
در نوامبر ۱۹۱۷ به دنبال انقلاب اکتبر اولین حکومت مستقل قفقاز در تفلیس دایر شد. کمیته قفقاز و سجم(سجم توسط سوسیال دموکرات نیکلای چخیدزه رهبری می‌شد) بمدت دو ماه وجود داشتند. در ۵ دسامبر ۱۹۱۷ کمیته آتش‌بس ارزنجان که به امضای عثمانی به عنوان ارتش سوم بود تأیید کرد.

## جمهوری دموکراتیک فدرال قفقاز
در ۱۰ فوریه ۱۹۱۸ سجم تصمیم به اعلام استقلال گرفت. دو هفته بعد در ۲۴ فوریه به‌طور علنی ایجاد جمهوری دموکراتیک قفقاز اعلام شد.
در ۳ مارس ۱۹۱۸ عهدنامه برست-لیتوفسک باعث رهایی روسیه از درگیری‌های جنگ جهانی اول شد. عثمانی شهرهای باتومی کارس و اردهان را تصاحب کرد. در ۱۴ مارس کنفرانس مصالحه ترابوزان بین عثمانی و سجم برگزار گردید. در ۵ آوریل نماینده قفقاز"اکاکی چخنکلی" پیمان برست لیتوسک را بعنوان اساس برای مذاکرات بیشتر پذیرفت و از حکومت قفقاز خواست که این موقعیت را بپذیرند. شرایط البته در تفلیس کاملاً متفاوت بود. یک جنگ بین جمهوری و دولت عثمانی تأیید شده بود بمدت کوتاهی پس از این عثمانی کارس و ارزروم را متصرف شد.
تلاش‌ها برای ایجاد پیمان صلح در ۱۱ ماه می شروع شد. عثمانی بر تفلیس، اچمیادزین و الکساندرپل "گیومری کنونی ادعای مالکیت داشت چرا که می‌خواست راه‌آهن خود را از جلفا از طریق کارس به باکو متصل کند، بدین ترتیب توافقی حاصل نشد و ارتش عثمانی به پیش روی‌های خود ادامه داد تا جاییکه دو نبرد باش‌آپاران (۲۴–۲۱ می) نبرد سارداراباد (۲۹–۲۱ می) و نبرد کاراکلیسا (۲۸–۲۴ می) رخ داد.
در ۲۶ می ۱۹۱۸ جمهوری دموکراتیک گرجستان اعلام استقلال کرد. دو روز قبل آن نیز جمهوری دموکراتیک ارمنستان و جمهوری دمکراتیک آذربایجان اعلام استقلال کرده بودند؛ و این پایان کار برای جمهوری دموکراتیک قفقاز بود.

## قوای نظامی
بدنبال انقلاب روسیه، ارتش قفقاز روسیه تجزیه شد این امر موجب شد تا قفقاز تقریباً در برابر ارتش سوم عثمانی بی دفاع باقی بماند. در عوض گرجیها، ارمنیان و آذری‌ها تلاش کردند تا ارتش متحدی تحت فرمان "شورای نظامی ملل" فراهم کنند. این نیرو شامل قوای داوطلب ارمنی‌ها که در طول جنگ جهانی اول شکل گرفته بود، نیروهای خودمختار آذربایجان و نیروی گرجی تحت فرمان دولت موقت بود.
شورای نظامی ملل دوام زیادی نیافت و در ۲۸ می ۱۹۱۸ با امضاء پیمان پوتی با آلمان‌ها و استقبال از اعزام نیروی قفقاز-آلمان بعنوان محافط در برابر بی‌ثباتی پس از انقلاب و ارتش عثمانی پایان یافت.